# Dave Meyers
David „Dave“ Meyers (* 19. Oktober 1972 in Berkeley) ist ein US-amerikanischer Musikvideo- und Filmregisseur. 2006 gewann sein Beitrag den Grammy Award. 2003 wurde sein Musikvideo zu Work It von Missy Elliott mit dem MTV Video Music Award ausgezeichnet.

## Leben
Dave Meyers wuchs in Berkeley, Kalifornien auf. Sein Interesse am Film entstand, als er nebenberuflich in einem Kino in Berkley jobbte. Anschließend besuchte er die Loyola Marymount University, wo er einen Abschluss in Filmproduktion und Philosophie erwarb.
Nachdem er bei den Dreharbeiten von To Die For 1995 Gus Van Sant kennen gelernt hatte, begann er ab 1997, ähnlich wie Van Sant, Musikvideos zu drehen. Mittlerweile entstanden unter seiner Regie mehr als 200 Musikvideos. Zu seinen Kunden zählen Musiker aller Genres, darunter Pink, Janet Jackson, Jennifer Lopez, Aerosmith, The Offspring, Lil Jon und Master P.
Sein erster großer Erfolg wurde Work It von Missy Elliott das 2003 mit dem MTV Video Music Award als bestes Video des Jahres ausgezeichnet wurde. Den Erfolg wiederholte er 2011 mit Katy Perrys Firework, 2017 mit Kendrick Lamars Humble und zuletzt 2018 mit Camila Cabellos Havana. Für Missy Elliots Lost Control und Lamars Humble erhielt er außerdem einen Grammy Award.
1999 drehte er mit Foolish seinen ersten Spielfilm mit Eddie Griffin und Master P in den Hauptrollen, als Stand-Up-Comedians, die den Durchbruch schaffen wollen. 2007 folgte mit The Hitcher ein Remake des Slasher-Klassikers Hitcher, der Highway Killer von 1986.
Ab 2004 begann er außerdem Werbefilme zu drehen, unter anderem für Adidas, Citibank, Starbucks und PETA. Sein Werbespot für den Apple iPod brachte ihn 2004 einen Cannes Lion und einen Clio Award ein. Weitere Werbepreise gewann er für Lowe’s und für die Getty Foundation. Bei letzterem spielte Ice Cube eine tragende Rolle. Er ist Mitglied des Kollektivs Radical Media, das sich als Zusammenschluss von Künstlern versteht, die einen anderen Werbeansatz verfolgen.
Dave Meyers unterstützt die PETA, unter anderem drehte er 2010 für Pink zu Raise Your Glass, das sich für Tierrechte einsetzte und ein Video mit Alicia Silverstone als Teil einer Werbekampagne von PETA.

## Musikvideos (Auswahl)

### 1995
- Kev – Slaves to Society

### 1996
- The WhoRidas – Shot Callin' & Big Ballin

### 1997
- E-40 – Yay Deep featuring B-Legit & Richie Rich
- Twista – Get It Wet
- Master P – Ghetto D
- Master P – 6 in the Mornin’
- The Notorious B.I.G. – What’s Beef
- The WhoRidas – Keep It Goin’

### 1998
- E-40 – Hope I Don’t Go Back
- Ginuwine – Same Ol’ G featuring Timbaland
- Ice Cube – War & Peace
- Magic – No Hope featuring C-Murder
- Master P feat. Silkk the Shocker – Goodbye to My Homies
- MC Ren – Ruthless for Life
- Silkk the Shocker – Just 'B' Straight featuring Destiny’s Child
- Soulja Slim – From What I Was Told

### 1999
- Buckcherry – For the Movies
- Def Leppard – Goodbye
- Eve – Love is Blind featuring Faith Evans
- Jay-Z – Do It Again (Put Ya Hands Up) featuring Beanie Sigel
- Kid Rock – Bawithdaba
- Kid Rock – Cowboy
- LL Cool J – Shut ’em Down
- Sugar Ray – Falls Apart
- Powerman 5000 – When Worlds Collide
- Powerman 5000 – Nobody's Real
- Lil Wayne – Tha Block Is Hot
- Juvenile – Back That Thang Up

### 2000
- Britney Spears – Lucky
- Creed – With Arms Wide Open
- Da Brat – Wha’chu lLke? featuring Tyrese
- DMX – Party Up
- Eve – Got It All featuring Jadakiss
- Enrique Iglesias – Be With You
- Goodie Mob – What It Ain't featuring TLC
- Hanson – If Only
- Hanson – This Time Around
- Ja Rule – Between Me and You featuring Christina Milian
- Jay-Z – I Just Wanna Love U (Give It 2 Me)
- Kid Rock – American Bad Ass
- Lil’ Bow Wow – Bounce With Me
- Lil’ Bow Wow – Bow Wow (That's My name) featuring Snoop Dogg
- Mack 10 – Tight to Def featuring T-Boz
- Mýa – Free
- Nas – You Owe Me featuring Ginuwine
- *NSYNC – That I Promise You
- The Offspring – Original Prankster
- OutKast – B.O.B. (Bombs Over Baghdad)
- Pink – Most Girls
- Pink – There You Go
- Pink – You Make Me Sick
- Run DMC – King of Rock
- Static-X – I’m with Stupid
- Xzibit – X

### 2001
- Aaliyah – More Than a Woman
- Mary J. Blige – Family Affair
- Creed – My Sacrifice
- Dave Matthews Band – I Did It
- Dave Matthews Band – The Space Between
- Dido – Thank You
- Missy Elliott – Get Your Freak On
- Missy Elliott – One Minute Man featuring Ludacris & Trina
- Missy Elliott – Take Away featuring Ginuwine & Tweet
- Jagged Edge – Where's the Party featuring Nelly - version 1
- Macy Gray – Sweet Baby
- Janet Jackson – All for You
- Ja Rule – Always in Time featuring Ashanti
- Jay-Z – Izzo (H.O.V.A.)
- Limp Bizkit – Boiler
- Jennifer Lopez – I’m Real
- Jennifer Lopez – I'm Real (Murder Remix) featuring Ja Rule
- Christina Milian – Am to PM
- Monica – Just Another Girl
- Nicole – I’m Lookin’
- No Doubt – Hey Baby featuring Bounty Killer
- The Offspring – Defy You
- OutKast – So Fresh, So Clean
- Pink – Get the Party Started - version 1
- Run-D.M.C. – Rock Show
- Sisqó – Can I live? featuring LoveHer
- Sisqó – Dance for Me
- Slipknot – Left Behind
- Snoop Dogg – Just a Baby Boy featuring Tyrese
- Usher – U Remind Me

### 2002
- Aerosmith – Girls of Summer
- Amerie – Talkin’ on Me
- Anastacia – One Day in Your Life
- B2K – Gots ta be
- Beenie Man – Feel it Boy featuring Janet Jackson
- Birdman – Do that featuring Diddy
- Brandy – What About Us?
- Toni Braxton – Hit the Freeway featuring Loon
- Mariah Carey – Through the Rain
- Creed – One Last Breath
- Céline Dion – A New Day Has Come
- Céline Dion – I’m Alive
- Missy Elliott – 4 My People featuring Tweet
- Missy Elliott – Gossip Folks featuring Ludacris
- Missy Elliott – Work It
- Enrique Iglesias – Escape
- Mick Jagger – Visions of Paradise
- Lil’ Bow Wow – Take Ya Home
- Jennifer Lopez – I'm Gonna Be Alright featuring Nas
- Papa Roach – She Loves Me Not
- Pink – Don’t Let Me Get Me
- Shakira – Objection (Tango)
- Britney Spears – Boys (The Co-Ed Remix) featuring Pharrell Williams of N.E.R.D
- TLC – Girl Talk
- Trina – No Panties featuring Tweet

### 2003
- Missy Elliott – Back in Da Day
- Missy Elliott – Pass That Dutch
- Korn – Did My Time
- Jennifer Lopez featuring LL Cool J – All I Have
- Ludacris – Stand Up
- Pink – Feel Good Time
- Stacie Orrico – (There’s Gotta Be) More to Life
- Thalía featuring Fat Joe – I Want You / Me Pones Sexy

### 2004
- Brandy feat. Kanye West – Talk About Our Love
- Kelly Clarkson – Breakaway
- Dilated Peoples feat. Kanye West und John Legend – This Way
- Hilary Duff – Come Clean
- Janet Jackson – Just a Little While
- Janet Jackson – I Want You
- Ludacris – Splash Waterfalls
- Jay-Z – Dirt Off Your Shoulder
- N.E.R.D – She Wants to Move
- Britney Spears – Outrageous

### 2005
- Dave Matthews Band – American Baby
- Dave Matthews Band – Dreamgirl
- Rhymefest feat. Kanye West – Brand New
- Missy Elliott feat. Ciara – Lose Control/On & On
- Korn – Twisted Transistor
- The Veronicas – 4ever

### 2006
- Missy Elliott – We Run This
- Pink – Stupid Girls
- Pink – U + Ur Hand

### 2007
- Natasha Bedingfield – I Wanna Have Your Babies
- Fergie featuring Ludacris – Glamorous
- Korn – Evolution
- Pretty Ricky featuring Sean Paul – Push It Baby
- Rob Thomas – Little Wonders

### 2008
- Missy Elliott – Ching-a-Ling/Shake Your Pom Poms
- Pink – So What
- T.I. – Whatever You Like

### 2009
- Pink – Please Don’t Leave Me
- Pink – Funhouse
- Lil Wayne – Prom Queen
- Rob Thomas – Her Diamonds
- Britney Spears – Radar

### 2010
- Leona Lewis – I Got You
- Avril Lavigne – Alice
- Ludacris – How Low
- Justin Bieber – Somebody to Love
- Katy Perry – Firework
- Pink – Raise Your Glass

### 2011
- Pink – F**kin’ Perfect
- David Guetta featuring Flo Rida und Nicki Minaj – Where Them Girls At
- Avril Lavigne – Wish You Were Here

### 2012
- Rihanna – Where Have You Been
- Pink – Blow Me (One Last Kiss)
- Flo Rida featuring Jennifer Lopez – Sweet Spot

### 2013
- WAii featuring will.i.am e Astro – Tell Me Something I Don’t Know (I’m Ready For It) (co-directed with Christopher Sims)

### 2015
- Ciara – Dance Like We’re Making Love
- Janet Jackson – No Sleep
- Missy Elliot – WTF (Where They From) featuring Pharrell Williams
- Pia Mia – Touch

### 2016
- Bebe Rexha – No Broken Hearts featuring Nicki Minaj
- Janet Jackson – Dammn Baby
- Pink – Just Like Fire

### 2017
- Ariana Grande & John Legend: Beauty and the Beast
- Bebe Rexha – I Got You
- Camila Cabello – Havana
- Katy Perry – Swish Swish feat. Nicki Minaj
- Kendrick Lamar – Humble.
- Kendrick Lamar – Love. featuring Zacari
- Kendrick Lamar – Loyalty. featuring Rihanna
- SZA – Drew Barrymore

### 2018
- Ariana Grande – No Tears Left to Cry
- Ariana Grande – God Is a Woman
- Imagine Dragons – Zero
- Justin Timberlake – Supplies
- Maroon 5 – Wait
- Travis Scott – Stop Trying to Be God
- Travis Scott & Drake – Sicko Mode
- Zedd, Maren Morris & Grey – The Middle
- Kendrick Lamar featuring SZA – All The Stars

### 2019
- Travis Scott – Highest in the Room
- Taylor Swift featuring Brendon Urie from Panic at the Disco – Me!
- Billie Eilish – Bad Guy
- Shawn Mendes & Camila Cabello – Señorita
- Ed Sheeran & Travis Scott – Antisocial
- Travis Scott featuring Drake – Sicko Mode

### 2020
- Anderson .Paak – Lockdown
- Ariana Grande – Positions

### 2021
- Ed Sheeran – Bad Habits
- Coldplay & BTS – My Universe

## Filmografie
- 1999: Foolish
- 2007: The Hitcher
- 2010: Fuse Presents Z100’s Jingle Ball (Fernsehfilm)
- 2015: Volatile Love

## Werbespots
- Adidas: Superstar
- Apple: IPod
- Beats: Queen of Queens
- California Lottery: An Epic Moment
- Citibank: Bright Lights
- Coors Light: Snow Cave
- eBay: If It’s Happening on Every Wish List
- Getty Foundation: Ice Cube Celebrates the Eames
- Google: Pixelbook
- League of Legends: Clash
- Mercedes: I Believe
- National Domestic Violence Hotline: It Rarely Stops
- PETA: Thanksgiving[11]
- Sony Xperia: Cloud
- Starbucks: Good Feels Good
- Twitter: Summergeddon

## Auszeichnungen
| Award                  | Kategorie                                        | Video                          | Jahr |
| ---------------------- | ------------------------------------------------ | ------------------------------ | ---- |
| MTV Video Music Awards | Video of the Year                                | Missy Elliot – Work It         | 2003 |
| MTV Awards Japan       | Best Video of the Year                           | Missy Elliot – Pass That Dutch | 2004 |
| MVP Awards             | Direction of a Female Artist                     | Missy Elliot – Pass That Dutch | 2004 |
| Grammy Award           | Best Short Form Music Video                      | Missy Elliot – Lose Control    | 2004 |
| MTV Australia Awards   | Best Video of the Year                           | Pink – So What                 | 2009 |
| MTV Video Music Award  | Video of the Year                                | Katy Perry – Firework          | 2011 |
| MTV Video Music Award  | Video of the Year                                | Kendrick Lamar – Humble        | 2017 |
| Grammy Awards          | Best Music Video                                 | Kendrick Lamar – Humble        | 2017 |
| MTV Video Music Award  | Video of the Year                                | Camila Cabello – Havana        | 2018 |
| Commercials            | Award                                            | Project                        | Year |
| Cannes Lions           | Bronze Lion: Dance                               | Apple iPod                     | 2004 |
| Clio Awards            | Gold Campaign: Rock, Hip-Hop, Dance              | Apple iPod                     | 2004 |
| NY ADDYS               |                                                  | Lowes: Don’t Stop              | 2011 |
| D&AD Awards            | Wood Pencil: Cinematography for Film Advertising | Ice Cube Celebrates the Eames  | 2012 |
| Andy Awards            | Silver Distinction: Web Film / Viral             | Ice Cube Celebrates the Eames  | 2012 |
| The One Show           | Interactive Merit Award                          | Ice Cube Celebrates the Eames  | 2012 |